# Население Бутана

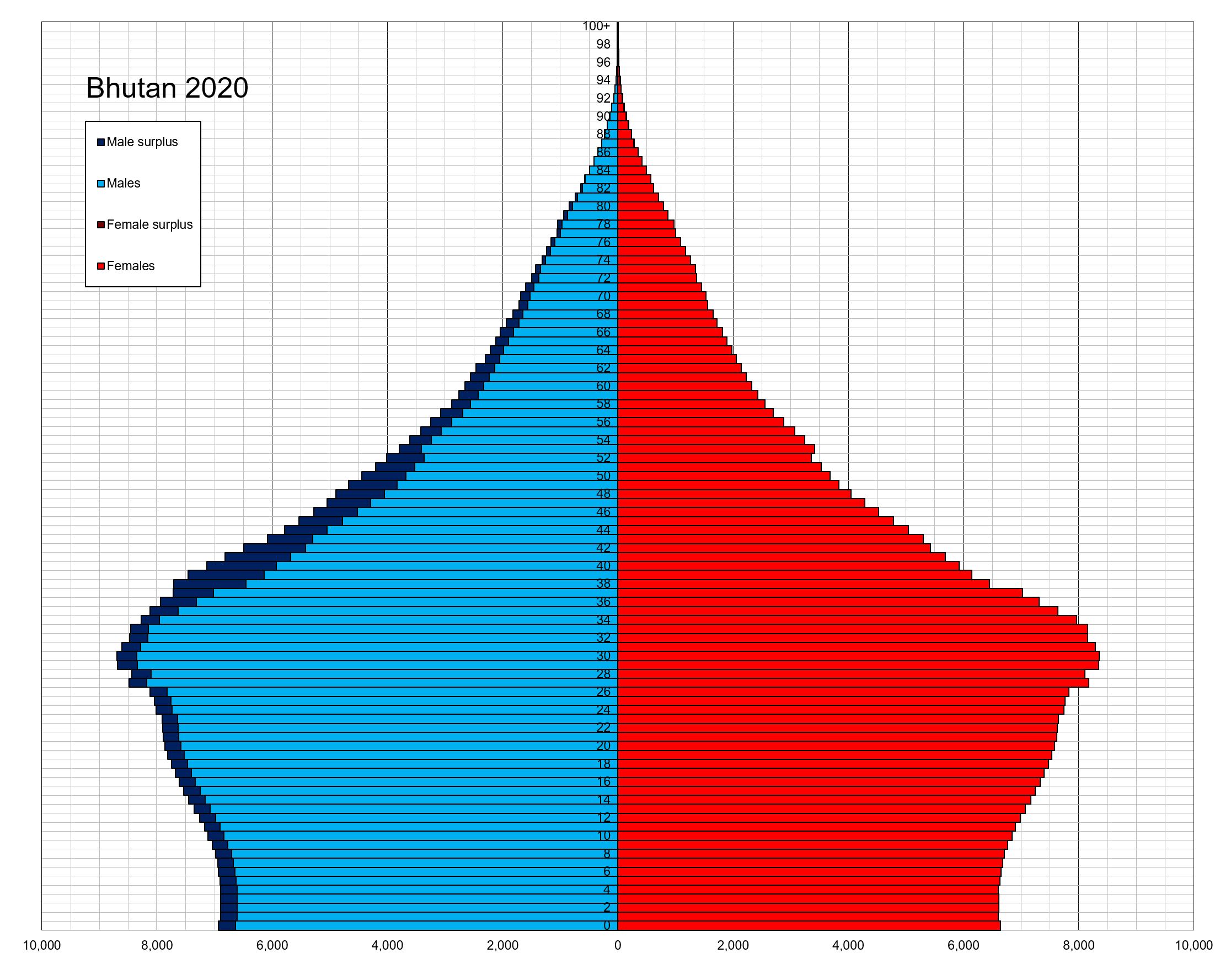
Возрастно-половая пирамида населения Бутана на 2020 год

Данные по общей численности населения Бутана 777 486 человек на 2021 год.

## Демография
Официальные данные правительства Бутана по демографии:

### Половой состав
- Мужчины: 428 020
- Женщины: 380 186

### Возрастной состав
- 0-14 лет: 211 747
- 15-64 лет: 439 045
- 65 и более лет: 32 615
- Коэффициент демографической нагрузки детей: 48,2
- Коэффициент демографической нагрузки пожилых: 7,4
- Плотность населения (чел./кв. км.): 17,8
- Средний возраст (в годах): 23,0

### Средняя продолжительность жизни
- Мужчины (в годах): 73,0
- Женщины (в годах): 73,2
- Суммарный коэффициент рождаемости: 5,6[источник не указан 2175 дней]

## Народы
Население Бутана в этническом плане представлено следующим образом:
- Бхотия — 50 %
- Этнические непальцы — 35 %
- Местные или кочующие племена (дрокпа, кхенг, матпа и др.) — 15 %

## Религии
Примерно 75 % населения Бутана практикует тибетский буддизм, преимущественно школ Друкпа Кагью или Нингма. Оба этих направления относятся к буддизму Махаяны. Около 25 % населения страны исповедует индуизм. Христиане, а именно католики и протестанты, и нерелигиозные группы составляют менее 1 % от общего числа.

## Языки
Официальный язык — дзонг-кэ
Бхотия говорят на различных тибетских диалектах, непальцы — соответственно на непальских диалектах. Всего этнологи насчитывают 25 языков в Бутане. Около 109 тысяч иммигрантов говорят на ассамском языке.

### Наиболее распространённые языки
- Дзонг-кэ — 160 тысяч человек[3] (25,1 %), преимущественно бхотия западного Бутана
- Непали — 265 тысяч человек[3] (40,1 %), преимущественно население южного Бутана
- Цхангла — 157 тысяч человек[3] (24,6 %), преимущественно бхотия восточного Бутана